# Министерство промышленности Канады
Министерство промышленности Канады отвечает за региональное экономическое развитие, инвестиции и инновации, исследования и разработки.
Министерство промышленности Канады участвует в так называемых Современных инициативах контролирования, направленных на модернизацию существующей практики управления правительства Канады.

## Должностные лица и структура
- Министр промышленности
- Государственный министр (Малый бизнес и туризм)
- Государственный министр (науки и технологии)
  - Парламентский секретарь министра промышленности
  - Заместитель министра
  - Старший заместитель министра
    - Управление по делам потребителей
      - Промышленный сектор
      - Сектор информационных технологий и телекоммуникаций
      - Сектор науки и инноваций
      - Сектор малого бизнеса и финансовых операций на рынке
      - Сектор стратегический отраслевой политики
      - Аудита и оценки
      - Связи и маркетинга
      - Юридический отдел
      - Отдел развития людских ресурсов
      - Региональных операций
      - Бюро по Конкуренции
        - Канадские ведомства интеллектуальной собственности

## Агентства
- Фонд инноваций Канады
- Комиссия радио-телевидения и телекоммуникаций Канады
- Научно-исследовательский центр Канады
- Канадское космическое агентство
- Статистическое управление Канады
- Комиссия по туризму Канады
- Национальный исследовательский совет Канады
- Исследовательский совет социальных и гуманитарных наук Канады
- Совет Канады по естественным наукам и инженерным исследованиям
- Совет по стандартам Канады